# ليونيل كارترايت
ليونيل كارترايت (بالإنجليزية: Lionel Cartwright)‏ هو مغن مؤلف أمريكي، ولد في 10 فبراير 1960.

## وصلات خارجية
- ليونيل كارترايت على موقع IMDb (الإنجليزية)
- ليونيل كارترايت على موقع ميوزك برينز (الإنجليزية)
- ليونيل كارترايت على موقع ديسكوغز (الإنجليزية)